# Bombus opulentus
Bombus opulentus är en biart som beskrevs av Smith 1861. Den ingår i släktet humlor och familjen långtungebin. Inga underarter finns listade.

## Beskrivning
Humlan har gulbrun päls på huvud, mellankropp och de två första tergiterna hos honorna (drottning och arbetare), de tre första hos hanarna. Den resterande delen av bakkroppen har svart päls.

## Utbredning
Bombus opulentus förekommer i norra Kina (Pekings och Tianjins storstadsområden, provinserna Hebei, Shanxi, Shaanxi och Gansu samt den autonoma regionen Ningxia) och Koreahalvön. 

## Ekologi
Arten förekommer på slätter och i berg på höjder mellan 65 och 3 430 m. Den är polylektisk, den flyger till blommande växter från många olika familjer, som korgblommiga växter, gurkväxter, vindeväxter, ärtväxter, kransblommiga växter, malvaväxter, rosväxter och potatisväxter.

### Huvudkälla
- Jiandong An, Jiaxing Huang, Youquan Shao, Shiwen Zhang, Biao Wang, Xinyu Liu, Jie Wu & Paul H. Williams (2014). ”The bumblebees of North China (Apidae, Bombus Latreille)” (på engelska) (PDF, 23,4 MB). ZOOTAXA (Auckland, Nya Zeeland: Magnolia Press) 3830 (1). ISSN 1175-5334. https://www.nhm.ac.uk/research-curation/research/projects/bombus/An&al14_NChina.pdf. Läst 28 oktober 2024.

### Fotnoter
1. ↑  ”Thoracobombus” (på engelska). Natural History Museum, London. http://www.nhm.ac.uk/research-curation/research/projects/bombus/th.html. Läst 30 januari 2015.
2. 1 2  ”Bombus opulentus Smith, 1861” (på engelska). Integrated Taxonomic Information System (ITIS). https://www.itis.gov/servlet/SingleRpt/SingleRpt?search_topic=TSN&search_value=714974#null. Läst 28 oktober 2024.
3. ↑  Roskov Y., Kunze T., Orrell T., Abucay L., Paglinawan L., Culham A., Bailly N., Kirk P., Bourgoin T., Baillargeon G., Decock W., De Wever A., Didžiulis V. (red.) (2019). ”Species 2000 & ITIS Catalogue of Life: 2019 Annual Checklist.”. Species 2000: Naturalis, Leiden, Nederländerna. http://www.catalogueoflife.org/annual-checklist/2019/search/all/key/bombus+opulentus/match/1. Läst 16 mars 2020.
4. ↑  Jiandong An et al. (2014). ”The bumblebees of North China (Apidae, Bombus Latreille)" sid. 11–13, 16–17.
5. 1 2  Jiandong An et al. (2014). ”The bumblebees of North China (Apidae, Bombus Latreille)" sid. 36–37.
6. ↑  ”Map of Bombus opulentus” (på engelska). Discover Life. https://www.discoverlife.org/mp/20m?r=0.2&la=39&lo=66&kind=Bombus+opulentus. Läst 16 mars 2020.